# 릴 나스 엑스
몬테로 라마 힐(영어: Montero Lamar Hill, 1999년 4월 9일 ~ )은 미국의 래퍼이다. 2019년 7월 1일 SNS에 자신이 게이라는 것을 커밍아웃을 했다. 제62회(2020) 그래미상 신인상 후보에 올랐다. 앨범 Montero 와 싱글 "Montero (Call Me by Your Name)"를 통해 제64회(2022) 그래미상 올해의 레코드·앨범·노래상 후보에 올랐다.

## 경력

### 어린 시절과 초기 경력
몬테로 라마 힐은 1999년 4월 9일 애틀랜타 외곽의 작은 도시인 조지아 주 리티아 스프링스(Lithia Spirings)에서 태어났다. 그는 미쓰비시 몬테로(Mitsubishi Montero)의 이름을 따서 명명되었다. 그의 부모는 그가 여섯 살 때 이혼했고, 그는 그의 어머니와 할머니와 함께 뱅크헤드 코트 주택 프로젝트에 정착했다. 3년 후, 그는 그의 아버지와 함께 조지아주 아스텔에 있는 도시의 북쪽에 있는 복음 가수로 이사했다. 그는 처음에는 떠나기를 꺼렸지만, 그는 나중에 그것을 중요한 결정으로 여겼다: "아틀란타에는 너무 많은 일이 일어나고 있었다. 내가 그곳에 머물렀더라면, 나는 잘못된 사람들과 어울렸을 것이다." 그는 "밈들이 오락의 형태가 되기 시작한 바로 그 무렵에 인터넷을 과도하게 사용하기 시작했다"고 그의 13살 무렵에 대해 말했다.
그는 10대의 많은 시간을 혼자 보냈고, 인터넷에서 "특히 트위터를 통해 대중문화에 정통한 밈을 만들어냈다"고 말했다. 그는 10대 시절에 또한 그가 동성애자임을 드러내기 위해 고군분투했다.; 그는 그것이 단지 하나의 단계이기를 기도했지만, 16세나 17세경에 그는 그것을 받아들이게 되었다. 그는 4학년 때 트럼펫을 연주하기 시작했고, 중학교 때 처음 의자에 앉았으나 멋져 보이지 않을 것을 우려하여 그만두었다.
그는 리티아 스프링스 고등학교에 다녔고 2017년에 졸업했다. 그는 음악 경력을 쌓기 위해 중퇴하기 전에 웨스트 조지아 대학에 1년 동안 다녔다. 이 기간 동안, 그는 그의 여동생과 함께 지냈고, Zaxby의 레스토랑과 Six Flags Over Georgia 테마 파크에서 일자리를 지원했다. 2019년 9월, 그는 그의 고등학교를 다시 방문하여 깜짝 콘서트를 열었다.

### 2015-2017: 인터넷 활동
원래는 트위터에서 NasMaraj라는 계정명을 사용하며 니키 미나즈의 팬사이트를 운영하다가 사운드클라우드에 캐릭터나 유명인 등을 소재로 한 랩을 올렸으며, 2018년 7월에 Nasarati라는 믹스테이프를 내기도 하였다.

### 2018-2019: Old Town Road
이후 2018년 12월에 컨트리 음악에 랩을 접목한 "Old Town Road"라는 곡을 사운드클라우드에 발표하였고, 이 곡은 틱톡에서 Yeehaw Challenge로 유명해지게 된다. 수백만 명의 사용자들이 랭글러나 카우걸 복장을 한 동영상을 올렸는데, 대부분의 #Yeehaw 비디오는 이 노래를 사운드 트랙에 사용하고 있으며, 2019년 7월 기준 관련 영상은 6천 7백만 번 조회되었다. 그 후 Old Town Road는 2019년 4월 13일 빌보드 핫 100에서 1위에 오르게 되며 다음주인 2019년 4월 20일에는 유명 컨트리 음악가인 빌리 레이 사이러스가 피쳐링을 한 리믹스판이 새로 나오게 되고, 1억 4300만회라는 스트리밍 횟수를 기록하면서 이전의 최대기록이었던 드레이크의 1억 1620만회를 돌파하여 새로운 최대기록을 세우게 된다. Old Town Road는 이후에도 여러 리믹스판이 나오면서 2019년 8월 17일까지 19주 연속으로 빌보드 핫 100 1위에 오르며 역대 최장기간 빌보드 1위 곡 중 하나가 되었다. Quartz.com은 이 노래가 성공의 일부분은 확실히 인구통계학적인 부분 덕분이라며, 아이들이 공감할 수 있는 말과 트랙터를 타고 다니는 것에 대해 반복적이고, 따라 부르기 쉽고, 가사를 사용하는 것에 매력을 느낀다고 말한다. 이 음반은 빌보드 핫 100 차트에서 83위로 데뷔했으며, 후에 1위로 올라섰다. 이 곡은 또한 19위로 Hot Country Songs 차트에 데뷔했고 36위로 Hot R&B/Hip-Hop Songs에 데뷔했다. 치열한 입찰 전쟁 후, 릴 나스 엑스는 2019년 3월 컬럼비아 레코드와 계약을 맺었다.
제62회 그래미 어워드에서 가장 많이 지명된 남자 아티스트로 선정되었으며, 최우수 뮤직 비디오 및 최우수 팝 듀오/그룹 퍼포먼스 상을 수상하였다. 올드타운 로드(Old Town Road)는 그에게 올해의 노래와 아메리칸 뮤직 어워드(American Music Award for Favorite Rap/Hip Hop Song)를 포함한 2개의 MTV 비디오 뮤직 어워드를 가져다줬다. 타임지는 그를 2019년 인터넷에서 가장 영향력 있는 25인 중 한 명으로 선정했으며, 그는 2020년 포브스 30 언더 30 리스트에 이름을 올렸다.

### 2020–2021: Montero
2020년 7월 7일, 릴 나스 엑스(Lil Nas X)는 그의 데뷔 앨범이 거의 완성되었다고 밝혔다. 그는 또한 믹스테이프 작업을 하고 있다고 말했고, 그의 새로운 음악을 위해 그들의 비트를 제출하도록 프로듀서들을 초대했다. 7월 10일, 그는 "Call Me by Your Name"이라는 제목의 신곡 발표를 올려 그것의 일부를 온라인에 올렸다. 2020년 11월 8일, 그는 11월 13일에 발매된 새 싱글 "Holiday"를 발표했다. Roblox에서는 게임의 아바타 샵에서 릴 나스 엑스와 관련된 아이템들과 함께 그의 싱글을 홍보하는 가상 콘서트가 열렸다. 이 싱글은 빌보드 핫 100에서 37위에 랭크 인했으며, 이 곡의 뮤직비디오는 발매 첫 몇 주 만에 수천만 건의 조회수를 기록했다. 그리고 핫 100에서 한주만 1위를 달성하였다.

### 2021-현재: INDUSTRY BABY
2021년 7월 23일에 Montero 뒤에 INDUSTRY BABY가 발매되었으며, 빌보드 핫 100 차트에 2위에 안착했다. 이 곡의 배경은 몬테로 주립 교도소 내에서 벌어지는 그가 이전에 판매한 “악마의 신발”을 구실삼아서 동성애자라는 이유로 5년형을 선고받은게 티저와 뮤비에서 나온다.

## 디스코그래피
- 정규
  - MONTERO (Album)(2021)
- 믹스테이프
  - Nasarati(2018)
  - October 31st(2018)
- EP
  - 7(2019)
- 싱글
  - Old Town Road(feat. 빌리 레이 사이러스)(2019)
  - Panini(2019)
  - Rodeo (Feat. Nas)(2020)
  - HOLIDAY(2020)
  - MONTERO (Call Me By Your Name)(2021)
  - SUN GOES DOWN(2021)
  - INDUSTRY BABY(Feat. Jack Harlow)(2021)